# 배틀 트랩
《배틀 트랩》(Kamp Holland)는 2016년 공개된 네덜란드의 드라마 전쟁 영화이다.

## 출연

### 주연
- 매티스 반 드 샌드 바쿠이젠 : 딜런 포스트마 역
- 얀닉 반 데 벨데 : 팀 반 돈겐 역

### 조연
- 캐롤리엔 스푸르 : 프레드릭 호프만 역
- 요훔 텐 하프
- 마틴 데드팔
- 로렌스 반 덴 아커 : 멀더 역
- 마이드 마르도 : 거미 역